# All-Europeans Player of the Year
All-Europeans Player of the Year – coroczna nagroda koszykarska przyznawana przez portal Eurobasket.com od 2005 roku. Zwycięzcą zostaje koszykarz urodzony w Europie, którego występy zarówno klubowe lub/i reprezentacyjne prezentują najwyższy możliwy poziom. Podczas dokonywania wyboru uwzględnia się wszystkich zawodników europejskich bez względu na miejsce ich gry, włączając koszykarzy NBA. Zawodnicy nie muszą występować w rozgrywkach organizowanych przez federację FIBA, aby zostać zakwalifikowanymi do udziału w głosowaniu.
Jest jedną z czterech głównych nagród przyznawanych corocznie najlepszemu koszykarzowi z Europy, obok Mr Europa Award (Magazyn Superbasket), FIBA Europe Player of the Year, Euroscar Award (La Gazzetta dello Sport). Laureat jest wyłaniany poprzez głosowane około 300 dziennikarzy sportowych, pracujących dla portalu Eurobasket.com.

## Laureaci
| Rok  | Zwycięzca          | Klub (y)                             | Przyp.        |
| ---- | ------------------ | ------------------------------------ | ------------- |
| 2005 | Dirk Nowitzki      | Dallas Mavericks                     | [ 2 ]         |
| 2006 | Dirk Nowitzki (2)  | Dallas Mavericks                     | [ 3 ]         |
| 2007 | Dirk Nowitzki (3)  | Dallas Mavericks                     | [ 4 ]         |
| 2008 | Dirk Nowitzki (4)  | Dallas Mavericks                     | [ 5 ]         |
| 2009 | Pau Gasol          | Los Angeles Lakers                   | [ 6 ]         |
| 2010 | Pau Gasol (2)      | Los Angeles Lakers                   | [ 7 ]         |
| 2011 | Dirk Nowitzki (5)  | Dallas Mavericks                     | [ 8 ] [ 9 ]   |
| 2012 | Andriej Kirilenko  | CSKA Moskwa i Minnesota Timberwolves | [ 10 ]        |
| 2013 | Tony Parker        | San Antonio Spurs                    | [ 11 ] [ 12 ] |
| 2014 | Tony Parker (2)    | San Antonio Spurs                    | [ 13 ]        |
| 2015 | Pau Gasol (3)      | Chicago Bulls                        | [ 14 ]        |
| 2016 | Kristaps Porziņģis | New York Knicks                      | [ 15 ]        |
| 2017 | Goran Dragić       | Miami Heat                           | [ 16 ]        |
| 2018 | Janis Andetokunmbo | Milwaukee Bucks                      | [ 17 ]        |